# پتاسیم دی‌منگنات (III)
پتاسیم دی‌منگنات(III) (به انگلیسی: Potassium dimanganate(III)) با فرمول شیمیایی K۶Mn۲O۶ یک ترکیب شیمیایی است. که جرم مولی آن 440.46 g mol−۱ می‌باشد. 